# Дерягин, Виктор Петрович
Ви́ктор Петро́вич Деря́гин (2 ноября 1915, Озеро-Карачи, Сибирский край — 4 февраля 1990, Первоуральск, Свердловская область) — советский горный инженер, менеджер. Руководитель строительства и первый директор Качканарского ГОКа с 1956 по 1960 год. Полный кавалер знака «Шахтёрская слава».

## Биография
Родился 2 ноября 1915 года в селе Карачи. После окончания в 1931 году школы фабрично-заводского ученичества при Верх-Исетском заводе и курсов мастеров в Тюмени работал на предприятиях Ялуторовска, Тюкалинска дорожным мастером, техником дорожно-эксплуатационного участка, начальником дорожного отряда. В 1936—1937 годах работал техником Ертарского стеклозавода и техником Сибирского отделения треста «Техника безопасности». В 1937—1940 годах служил в рядах Красной Армии в Хабаровске. В 1940 году вступил в ряды КПСС.
После службы в армии в 1941—1944 годах работал мастером мартеновского цеха Уралмашзавода, в 1947—1948 годах — на партийной работе в Свердловске. В 1948—1949 годах руководил конторой «Уралстроймеханизация». В 1949—1952 годах был слушателем высших инженерных курсов при Свердловском горном институте. После получения диплома горного инженера начал работать на Дегтярском медном руднике в должности парторга, затем был назначен директором предприятия.
11 октября 1956 года приказом треста «Уралруда» был назначен исполняющим обязанности, а 26 декабря того же года приказом Министерства чёрной металлургии СССР утверждён в должности директора строящегося Качканарского ГОКа, став его первым руководителем. Одной из основных заслуг Дерягина называют строительство железнодорожной ветки Азиатская — Качканар. Под руководством Дерягина были построены основные коммуникации будущего комбината, был введён в эксплуатацию первый карьер, названный Главным. К заслугам Дерягина в этой должности также относят заботу о сохранении лесных угодий и контроль за рабочими проектами Уралгипроруды с точки зрения границ вырубки.
В апреле 1960 года Дерягина перевели на должность главного инженера Первоуральского рудоуправления, место директора Качканарского ГОКа занял Николай Семёнович Ефремовцев. Позднее Дерягин стал директором Первоуральского рудоуправления, продолжая совмещать основную работу с партийной. Избирался членом горкома КПСС, партийного бюро рудоуправления, депутатом городского Совета народных депутатов.
Скончался 4 февраля 1990 года в Первоуральске.

## Награды
- Орден «Знак Почёта»
- Знак «Шахтёрская слава» трёх степеней